# Championnat du Pakistan de football 2011
Navigation
Édition précédente Édition suivante
La saison 2011 du Championnat du Pakistan de football est la huitième édition de la National Premier League, le championnat de première division national pakistanais. Les équipes engagées sont regroupées au sein d'une poule unique où elles affrontent deux fois leurs adversaires, à domicile et à l'extérieur. En fin de saison, les deux derniers du classement sont relégués et remplacés par les deux meilleures équipes de deuxième division.
C'est le club de Khan Research Laboratories FC qui remporte la compétition cette saison après avoir terminé en tête du classement, avec vingt points d'avance sur Afghan FC et Pakistan Army. C'est le second titre de champion du Pakistan de l'histoire du club, qui réalise le doublé en s'imposant en finale de la Coupe du Pakistan.

## Participants
- Pakistan Army
- WAPDA FC
- Khan Research Laboratories FC
- Karachi Port Trust FC
- Punjab Medical College FC
- PIA FC
- Pakistan Navy FC
- Habib Bank Limited FC
- National Bank of Pakistan
- Afghan FC
- Pak Electron Limited
- KESC FC
- Baloch FC Nushki
- Pakistan Police FC - Promu de D2
- Pakistan Air Force FC
- Muslim Club - Promu de D2

## Compétition

### Classement
Le classement est établi sur le barème de points classique : victoire à 3 points, match nul à 1, défaite à 0.
| Rang | Équipe                         | Pts | J  | G  | N  | P  | Bp | Bc | Diff |
| ---- | ------------------------------ | --- | -- | -- | -- | -- | -- | -- | ---- |
| 1    | Khan Research Laboratories FCC | 77  | 30 | 24 | 5  | 1  | 54 | 9  | +45  |
| 2    | Afghan FC                      | 57  | 30 | 16 | 9  | 5  | 52 | 24 | +28  |
| 3    | Pakistan Army                  | 57  | 30 | 17 | 6  | 7  | 35 | 22 | +13  |
| 4    | WAPDA FCT                      | 52  | 30 | 15 | 7  | 8  | 40 | 23 | +17  |
| 5    | KESC FC                        | 51  | 30 | 15 | 6  | 9  | 41 | 30 | +11  |
| 6    | Muslim ClubP                   | 51  | 30 | 15 | 6  | 9  | 40 | 33 | +7   |
| 7    | PIA FC                         | 49  | 30 | 14 | 7  | 9  | 49 | 33 | +16  |
| 8    | National Bank of Pakistan      | 45  | 30 | 14 | 3  | 13 | 41 | 26 | +15  |
| 9    | Habib Bank Limited FC          | 40  | 30 | 10 | 10 | 10 | 34 | 31 | +3   |
| 10   | Pakistan Navy FC               | 35  | 30 | 8  | 11 | 11 | 34 | 34 | 0    |
| 11   | Pakistan Air Force FC          | 33  | 30 | 7  | 12 | 11 | 23 | 29 | -6   |
| 12   | Karachi Port Trust FC          | 32  | 30 | 9  | 5  | 16 | 40 | 58 | -18  |
| 13   | Baloch FC Nushki               | 28  | 30 | 7  | 7  | 16 | 26 | 40 | -14  |
| 14   | Punjab Médical College FC      | 27  | 30 | 7  | 6  | 17 | 17 | 36 | -19  |
| 15   | Pakistan Police FCP            | 24  | 30 | 7  | 3  | 20 | 28 | 62 | -34  |
| 16   | Pak Electron Limited           | 8   | 30 | 1  | 5  | 24 | 10 | 74 | -64  |

|  | Qualification pour la Coupe du président de l'AFC 2012                                   |
|  | Relégation directe en deuxième division                                                  |
|  | T : Tenant du titre C : Vainqueur de la Coupe du Pakistan P : Promu de deuxième division |

## Bilan de la saison
| Championnat du Pakistan de football 2011                             |                                          |
| Champion                                                             | Khan Research Laboratories FC (2e titre) |
| Coupes et trophées                                                   |                                          |
| Vainqueur de la Coupe du Pakistan 2011                               | Khan Research Laboratories FC            |
| Qualifications continentales                                         |                                          |
| Coupe du président de l'AFC 2012                                     | Khan Research Laboratories FC            |
| Promotions et relégations                                            |                                          |
| Promus en Championnat du Pakistan de football                        | Wohaib Club                              |
| Promus en Championnat du Pakistan de football                        | Zarai Taraqiati Bank Limited             |
| Relégués en Championnat du Pakistan de football de deuxième division | Pak Electron Limited                     |
| Relégués en Championnat du Pakistan de football de deuxième division | Pakistan Police FC                       |